# 강명완
강명완(姜明完, 1960년 7월 11일 ~ )은 대한민국의 영화 편집자이다.

## 주요 경력
- 1978년 현동춘 편집실 근무
- 1987년 독립기념관 개관작품(써클 비젼용 작품), 프리랜서로 활동
- 1990년 강명완 편집실 설립

## 영화 작품

### 편집
- 1990년 《흑기사 형래와 광대들》
- 1990년 《전설의 용사 반달가면》
- 1991년 《신비의 용사 반달가면》
- 1991년 《이름없는 영웅들》
- 1991년 《우주의 용사 반달가면》
- 1991년 《부채 도사와 홍길동》
- 1991년 《도시에 나타난 검객 산지니》
- 1991년 《그림 도사와 홍길동》
- 1991년 《위기의 용사 반달가면》
- 1991년 《항구에 나타난 검객 산지니》
- 1991년 《하늘의 용사 이글맨》
- 1992년 《골목대장 형래와 검은 망또》
- 1992년 《번개 삼총사와 오서방 화이팅》
- 1992년 《심술도사와 닌자 꼴뚜기》
- 1992년 《귀신잡은 닌자 꼴뚜기 2 - 맹구도시와 귀신》
- 1992년 《똘만이 형래와 헐크》
- 1992년 《불행한 아이의 행복》
- 1992년 《개그 특공대 로봇 트윈스》
- 1992년 《사랑의 이름으로》
- 1992년 《우리가 진정 가야할 곳은》
- 1992년 《돌아온 우뢰매 7》
- 1993년 《슈퍼 손오공》
- 1993년 《맹구형사와 드래곤 파이터》
- 1993년 《무적의 파이터 우뢰매》
- 1994년 《지역구》
- 1994년 《티라노의 발톱》
- 1994년 《할매캅》
- 1995년 《파워 킹》
- 1995년 《효자 달봉이》
- 1996년 《립스틱 짙게 바르고》
- 1996년 《언더그라운드》
- 1996년 《킬링 게임》
- 1996년 《카리스마》
- 1996년 《드래곤 투카》
- 1997년 《의적 임꺽정》
- 1998년 《고수》
- 1998년 《하우등》
- 1999년 《표절》
- 1999년 《삼양동 정육점》
- 2000년 《깡패 수업 3》
- 2000년 《사슬》
- 2000년 《깡패 법칙》
- 2000년 《아티스트》
- 2001년 《건달의 법칙》
- 2001년 《천사의 시》
- 2001년 《이유 없는 반항》
- 2003년 《갈갈이 패밀리와 드라큐라》
- 2003년 《마법경찰 갈갈이와 옥동자》
- 2004년 《클레멘타인》
- 2005년 《바리바리 짱》
- 2007년 《저 하늘에도 슬픔이》

### 네가편집
- 1984년 《땡볕》
- 1985년 《안녕 도오쿄》
- 1986년 《서울의 탱크》
- 1987년 《소금장수》
- 1990년 《고금소총 2》
- 1990년 《장미 여관》